# 六力模型
六力模型（英文：six forces model）是一种分析模型，用于对任何特定行业进行整体评估，并确定其在盈利能力和竞争力的驱动下的组织结构。  该模型是迈克尔·波特在其 1979 年发表在《哈佛商业评论》上的文章“竞争力如何塑造战略”中提出的波特五力模型的扩展。第六种力是在 1990 年代中期提出的。 该模型提供了一个由六种关键力量组成的框架，以便在确定企业战略在特定行业的整体吸引力时考虑的因素。
六力分别为：
- 竞争—评估特定市场中的直接竞争对手
- 新进入者——评估潜在的竞争对手以及特定市场的进入壁垒
- 最终用户/买家——评估买家的议价能力，包括考虑转换成本
- 供应商——评估供应商的议价能力
- 替代品——评估替代品的可用性
- 互补产品——评估特定市场内相关产品和服务的影响

尽管有许多因素会在短期内影响盈利能力——天气、商业周期——但其在对特定市场竞争力的评估时，提供了一个预测和影响中长期竞争力和盈利能力的框架。  

## 历史
该模型是波特五力模型 (1979) 的扩展。扩展模型包括第六力，互补产品，并于 1990 年代提出。 

## 六力

### 竞争
行业内的竞争对手可以在几个方面进行竞争——价格折扣（成本领先战略）、引入新服务/产品（创新战略）、提高服务质量（以客户为导向的战略）等。竞争对手之间的激烈竞争会抑制一个行业的盈利能力。
如果出现以下情况，竞争将会是最激烈的程度：
- 竞争对手的规模和力量相等，导致偷猎业务难以避免
- 行业增长缓慢。这导致竞争对手互相争夺市场份额
- 退出壁垒很高（例如高度专业化的资产和管理投入）。这可能会导致低回报或负回报的公司留在市场上，导致产能过剩，这意味着“健康”的竞争对手的盈利能力将受到影响。
- 竞争对手在价格上展开竞争。价格竞争对盈利能力尤其具有破坏性，因为识别价格竞争很容易，这意味着其他竞争对手可以进行报复。这可能会导致降价、降低盈利能力和培养客户忽视服务/产品质量的恶性循环，转而进行最便宜的选择

虽然非价格竞争有时会升级到开始破坏行业盈利能力的水平，但它比价格竞争发生的可能性小，而且对特定行业也很有价值。在产品功能、客户支持、交货时间和品牌形象等领域进行竞争不太可能对利润造成损害，因为它会增加产品或服务中的客户价值，并可能有助于建立客户忠诚度。这反过来又可以通过增加相应替代品的价值和提高新的潜在竞争对手的进入壁垒，以此来提高行业盈利能力。   

### 新进入者
新进入者想要获得市场份额，而这会对行业内的现有组织施加压力。这反过来又给价格、成本和维持行业内业务所需的投资率带来压力。如果新进入者从另一个市场进行多元化经营，那么新进入者的威胁尤其严重，因为它们可以利用现有的专业知识、现金流和品牌形象，这会给现存公司的盈利能力带来压力。
进入壁垒限制了新进入者的威胁。如果壁垒高，新进入者的威胁就会降低；反之，如果壁垒低，新公司进入特定市场的风险就高。进入壁垒是现有公司相对于新进入者的优势。   
根据迈克尔·波特的说法，有 7 个主要障碍： 
- 供应方规模经济——将固定成本分摊到更大数量的单位上，从而降低单位成本。这可能会阻碍新进入者，因为它们要么以较小的单位数量开始交易，接受比大公司更不利的价格，要么冒着大规模进入市场的风险，试图取代现有市场领导者。
- 需求方规模经济——这发生在购买者购买特定产品或服务的意愿随着其他人的购买意愿而增加。也被称为网络效应，人们倾向于重视与更多使用同一公司的人组成的 "网络"。
- 资本需求——在一个行业内启动所需的资金量可能会阻碍新进入者，因为它们必须自筹资金或说服投资者它们的商业模式足以进行投资。
- 与规模无关的先发优势——无论行业内现有业务的规模如何，它们总是比新进入者具有某些优势。它们更加成熟，因此往往可以更好地获取原材料、与供应商建立的联系、品牌标识、有效工作实务的累积经验等。
- 进入分销渠道的机会不平等——如果某种产品/服务的分销渠道数量有限，新进入者可能难以找到零售或批发渠道进行销售，因为现有竞争对手可能将对它们提出索赔。
- 限制性政府政策——政府制定的政策可以帮助或阻碍新进入者。通过许可要求和对外国投资的限制，政府可以规范产业，帮助或阻止新进入者进入特定市场。 [4] [7]

### 最终用户/买家
强大的客户可以让不同的公司相互竞争，以压低价格或提高服务质量。
在以下情况下，客户群体的议价能力较高 ：
- 有限数量的买家/一个大批量购买的买家——大批量买家往往很强大，因为他们为公司带来了大量收入
- 产品不是独一无二的——如果客户觉得它们可以在其他地方买到同样的产品，他们就有很高的议价能力，并且倾向于让一个供应商与另一个供应商竞争
- 转换成本低——如果客户没有因转换而损失任何东西，他们更有可能在供应商之间转换[4] [5] [7]

### 供应商
强大的供应商（例如：劳动力供应商）可以通过提高价格、限制服务质量或将成本转移给行业参与者来影响行业的盈利能力。
在以下情况下，供应商群体的议价能力较高：
- 它比它所销售的行业更加集中
- 它并不严重依赖行业来获得收入
- 行业成员转换成本高
- 供应商生产没有替代品的独特产品
- 可以合法地威胁整体前进——如果行业本身相对于供应商赚了更多的钱，这可能会刺激供应商进入市场。这限制了行业的盈利能力，因为不仅有新进入者的威胁，还有失去供应商的威胁。 [4] [5] [7]

### 替代品
替代产品是实现与给定行业产品相同或相似功能的产品，例如使用 Skype 可以替代长途跋涉的去参加会议。替代品经常被忽视，因为它们似乎提供了完全不同的东西，但在考虑公司的整体竞争力时需要考虑它们。当替代品的威胁很高时，行业盈利能力就会受到影响。  
在以下情况下，替代品的威胁较高：
- 转换成本低——如果客户没有因为转换而有任何损失，那么替代的威胁就会增加
- 性价比权衡——如果替代品在价格和性能上提供了与相关行业产品更有吸引力的选择。替代品的相对价值越好，它对盈利能力的负面影响就越大[4] [7]

### 互补产品
这种力是第六种力量，于1990 年代添加到修订版模型中。它是指与特定行业销售的产品或服务兼容的产品或服务。互补品对行业盈利能力的影响通常取决于产品或服务对兼容产品的依赖程度。如果一个没有另一个就不能运作，那么影响就很大。互补产品对行业盈利能力的影响可好可坏。如果互补品在其行业内表现良好，这会对特定公司的盈利能力产生积极影响。相反，如果互补产品市场内的表现不佳或价格上涨，则会对该行业可获得的利润水平产生负面影响。例如，当汽油成本上升时，公共交通行业的利润可能会减少或被迫提高价格，这可能会导致客户寻找替代方案，例如步行和汽车共享，并再次降低行业的整体盈利能力。  

## 用途
该模型用于通过全面观察影响行业的力量来确定公司的战略地位。它是一个框架，可帮助公司识别威胁并评估前进的最佳战略，以提高盈利能力和竞争力。  

## 争议
六力模型不像其前身那样被广泛采用。修订后的框架受到了凯文·P·科恩和苏穆·苏布拉马尼亚姆等学者和战略家的质疑，他们指出了三个在当前框架下的可疑假设：
- 买方、竞争对手和供应商没有关联，没有互动和勾结
- 价值来源于结构优势（创造进入壁垒）
- 允许市场参与者对竞争行为进行规划和响应，而这种不确定性很低。

其他争议包括：
- 它过分重视宏观环境，没有评估同样影响竞争力和盈利能力的更具体的业务领域[10]
- 它没有提供任何建议来帮助处理高强度或低强度的威胁（例如，如果存在高替代威胁，管理层应该怎么做？ ) [10]